# میان‌رود (قائم‌شهر)
میان‌رود، روستایی از توابع بخش مرکزی شهرستان قائم‌شهر در استان مازندران ایران است.

## مناطق مشخّصه
- مسجد شهیدان میانرود: دارای دو طبقه برای آقایان و خانم‌ها، آشپزخانه برای پخت غذا، کتاب‌خانهٔ عمومی و سقاخانه.
- میدان فردوسی: با مجسّمه‌ای از حکیم ابوالقاسم فردوسی، شاعر نامی ایران.
- ورزشگاه شهید اسفندیار ذوالفقاری: دارای زمین‌های فوتبال و والیبال.

## جمعیت
این روستا در دهستان کوهساران واقع شده و تا سال‌ها‌‌‌ی پیش بخشی از روستای ساروکلا بوده،به همین دلیل، اکثریت قریب به اتفاق نام‌های خانوادگی ساکنان این روستا دارای پسوند "ساروکلائی" می‌باشد، براساس آخرین سرشماری مرکز آمار ایران که در سال ۱۳۸۵ صورت گرفته، جمعیت آن ۱۸۲نفر (۵۸خانوار) بوده‌است.